# Arroyo Toledo (Uruguay)
El Arroyo Toledo es un curso de agua del sur de Uruguay que es límite entre los departamentos de Montevideo y Canelones. En su confluencia con el Arroyo Manga en los Bañados de Carrasco forman el Arroyo Carrasco.

## Cuenca
La cuenca del Arroyo Toledo ocupa una superficie de 97 km² en el área periurbana de la zona metropolitana de Canelones y Montevideo.
Nace en Canelones, tiene un bosque ribereño altamente degradado a lo largo de todo su curso. Forma parte de la Cuenca del Arroyo Carrasco, que junto con el Arroyo Manga y el Arroyo Meireles, desembocan en los humedales de Carrasco, en Montevideo.

## Medio ambiente
El ecosistema sufre una importante degradación ambiental por una variedad de razones. En la donación modal que hizo la Familia García Lagos para formar el Parque Roosevelt, colocaron como condición la desecación de los bañados, lo que alteró significativamente el ecosistema.  Además, se ve afectado por el vertido de desechos industriales y tóxicos en parte del recorrido de la cuenca, provenientes de fábricas cercanas. El área riparia del arroyo fue degradada por actividades agrícolas, que fueron posteriormente abandonadas, pero que introdujeron una variedad de especies exóticas en el área.
Las crecientes del arroyo sumado a la contaminación llevaron a ocasionar daño ambiental en monte natural.
En el marco del Proyecto “Prevención y gestión de riesgo de inundación en la cuenca del arroyo Toledo/Carrasco” cuyo objetivo fue el "trabajo conjunto con la comunidad y los municipios a través de acciones sustentables en el territorio", en el año 2018, el Gobierno de Canelones tuvo acciones para tratar de recuperar espacios públicos junto al arroyo.

## Ecología
En lo que se refiere a la macrofauna bentónica, son frecuentes los oligoquetos (Limnodrilus claparedianus), gasterópodos, hirudíneos (predominantemente Gloiobdella micaelseni) y larvas de quironóminodos. En el curso superior, con menor contaminación, hay mayor presencia de grupos taxonómicos, como coleópteros, odonatos y efemerópteros, además de decápodos como Aegla sppy aparecen anfípodos como el Melita spp. Estos últimos dos prácticamente desaparecen en el curso medio debido a la contaminación presente, a la que son poco tolerantes.